# Saint-Jean-du-Sud
Saint-Jean-du-Sud (Haitianisch-Kreolisch Sen Jan Disid) ist eine Gemeinde im Département Sud von Haiti. Sie ist die südlichste Gemeinde des Landes.

## Geschichte
Vor Erlangung des offiziellen Gemeindestatus im Jahr 1929 war die Gegend um Saint-Jean-du-Sud als Etrone de Porc bekannt.

## Lage und Beschreibung
Die Gemeinde Saint-Jean-du-Sud liegt auf einer Halbinsel, die südlich von der Tiburon-Halbinsel rund 10 Kilometer in das Karibische Meer ragt. Im Osten liegen die zwei kleinen Inseln Grande Caye und Petite Caye rund 300 Meter vor der Küste. Die Île à Vache liegt ebenfalls östlich der Gemeinde, von der sie durch den 10 Kilometer breiten Canal du Sud getrennt ist.
Das Gebiet der Gemeinde ist überwiegend bergig und zerklüftet; nur im Südwesten bei Nan Garde findet sich kultiviertes, fruchtbares Ackerland.
Neben dem Ortszentrum Ville de Saint-Jean-du-Sud bestehen drei ländliche Gemeindebezirke:
1. Tapion mit Bel Air, Boury, Brieux, Cannette, Dumond, Fourrier, Gaspard, Jabouin, La Joie, Macabé, Mareau, Masson, Mulette und Petite Riviere
2. Débouchette mit Balice, Chiendent, En Haut Ravine, Moulin, Nan Crapaud, Nan Diaman, Nan Garde, Nan Montasse, Nan Récif und Terre Rouge
3. Trichet mit Boyer, Ca Jean Boute, Caloban, Colette, Coteaux, Martin, Nan Confort, Nan Mouine, Somate und Trou Palouse

Die Küstenstraße Route Départementale RD-25 bildet über drei Kilometer die Nordgrenze der Gemeinde. In rund 24 Kilometern Entfernung ist im Nordosten Les Cayes zu erreichen, wo die Route Nationale 2 (RN-2) verläuft.